# Dustin Johnson

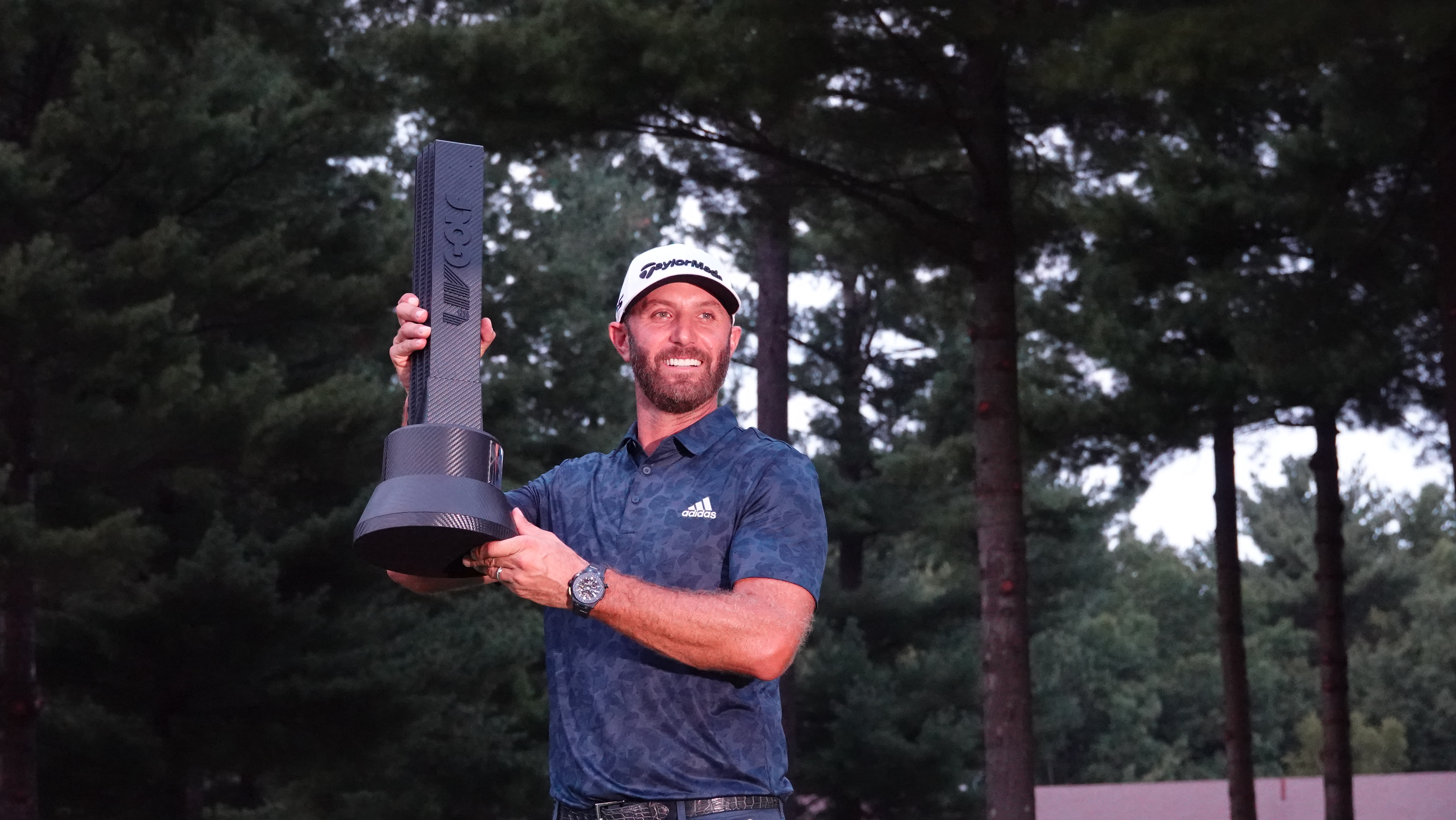
Dustin Johnson med segerpokalen vid LIV Golf Invitational Boston den 4 september 2022.

Dustin Hunter Johnson, född 22 juni 1984 i Columbia, South Carolina, är en amerikansk professionell golfspelare som spelar på PGA-Touren.

## Professionell karriär
Johnson blev proffs år 2007 och erhöll sitt PGA Tour-kort i december samma år genom sin 14:e plats på 2007 års qualifying school. Under sitt första år på PGA Tour vann han i oktober 2008 tävlingen Turning Stone Resort Championship, och fyra månader senare vann han AT&T Pebble Beach National Pro-Am i februari 2009. 
Johnson återtog platsen som världsetta efter vinsten i PGA-tävlingen The Northern Trust i augusti 2020.
Johnson vann 2016 års upplaga av US Open på Oakmont Country Club där han slutade på 276 slag totalt (-4 under par) och med tre slag över tvåorna Lowry, Piercy och Furyk. Det blev hans första Majorsseger, dock har han tidigare kommit delad tvåa på 2011 års Open Championship samt 2015 års upplaga av US Open, där han 3-puttade det 72:a hålet för att förlora med ett slag till Jordan Spieth. Johnson har även vunnit fem World Golf Championships, och är då efter Tiger Woods den som har vunnit flest. Däremot är han den enda spelaren som har vunnit samtliga fyra WGC-tävlingar.
I november 2020 vann Johnson The Masters Tournament i Augusta, USA, vilket blev hans andra majorvinst i karriären. Hans slutresultat, 20 under par, är den bästa totalscoren i tävlingens historia.
Johnson är även en av PGA Tourens längst slående spelare och slog i snitt 313 yards med drivern 2016.
Johnson har representerat USA i Ryder Cup år 2010, 2012 och 2016 (vinst) samt Presidents Cup år 2011 (vinst) och 2015 (vinst).
År 2022 vann han den individuella totaltävlingen vid Liv Golf Invitational Series 2022 och erhöll 18 miljoner amerikanska dollar i prispengar utöver det han redan tjänade in under säsongen.

## Vinster

### Segrar på PGA Tour
| No. | Datum       | Tävling                               | Resultat        | Mot par | Segermarginal | Runner(s)-up                         |
| --- | ----------- | ------------------------------------- | --------------- | ------- | ------------- | ------------------------------------ |
| 1   | 5 okt 2008  | Turning Stone Resort Championship     | 72-68-70-69=279 | −9      | 1 slag        | Robert Allenby                       |
| 2   | 15 feb 2009 | AT&T Pebble Beach National Pro-Am*    | 65-69-67=201    | −15     | 4 slag        | Mike Weir                            |
| 3   | 14 feb 2010 | AT&T Pebble Beach National Pro-Am (2) | 64-68-64-74=270 | −16     | 1 slag        | David Duval, J. B. Holmes            |
| 4   | 12 sep 2010 | BMW Championship                      | 68-70-68-69=275 | −9      | 1 slag        | Paul Casey                           |
| 5   | 27 aug 2011 | The Barclays*                         | 66-63-65=194    | −19     | 2 slag        | Matt Kuchar                          |
| 6   | 10 jun 2012 | FedEx St. Jude Classic                | 70-68-67-66=271 | −9      | 1 slag        | John Merrick                         |
| 7   | 8 jan 2013  | Hyundai Tournament of Champions*      | 69-66-68=203    | −16     | 4 slag        | Steve Stricker                       |
| 8   | 3 nov 2013  | WGC-HSBC Champions                    | 69-63-66-66=264 | −24     | 3 slag        | Ian Poulter                          |
| 9   | 8 mar 2015  | WGC-Cadillac Championship             | 68-73-69-69=279 | −9      | 1 slag        | J. B. Holmes                         |
| 10  | 19 jun 2016 | U.S. Open                             | 67-69-71-69=276 | −4      | 3 slag        | Jim Furyk, Shane Lowry, Scott Piercy |
| 11  | 3 jul 2016  | WGC-Bridgestone Invitational          | 69-73-66-66=274 | −6      | 1 slag        | Scott Piercy                         |
| 12  | 11 sep 2016 | BMW Championship (2)                  | 67-63-68-67=265 | −23     | 3 slag        | Paul Casey                           |
| 13  | 19 feb 2017 | Genesis Open                          | 66-66-64-71=267 | −17     | 5 slag        | Scott Brown, Thomas Pieters          |
| 14  | 5 mar 2017  | WGC-Mexico Championship (2)           | 70-66-66-68=270 | −14     | 1 slag        | Tommy Fleetwood                      |
| 15  | 26 mar 2017 | WGC-Dell Technologies Match Play      | 1 upp           | 1 upp   | 1 upp         | Jon Rahm                             |
| 16  | 27 aug 2017 | The Norther Trust (2)                 | 65-69-67-66=267 | -13     | Särspel       | Jordan Spieth                        |
| 17  | 7 jan 2018  | Sentry Tournament of Champions (2)    | 69-68-66-65=268 | -24     | 8 slag        | Jon Rahm                             |

*Spelades bara över 54 hål på grund av dåligt väder.

## Resultat i majors

### Vinst (1)
| År   | Mästerskap | Efter 54 hål | Resultat        | Mot par | Segermarginal | Runners-up                           | Golfbana             |
| ---- | ---------- | ------------ | --------------- | ------- | ------------- | ------------------------------------ | -------------------- |
| 2016 | U.S. Open  | 4 slag bakom | 67-69-71-69=276 | -4      | 3 slag        | Jim Furyk, Shane Lowry, Scott Piercy | Oakmont Country Club |

### Tidslinje
| Tävling               | 2008 | 2009 | 2010 | 2011 | 2012 | 2013 | 2014 | 2015 | 2016 | 2017 | 2018 |
| --------------------- | ---- | ---- | ---- | ---- | ---- | ---- | ---- | ---- | ---- | ---- | ---- |
| Masters Tournament    | DNP  | T30  | T38  | T38  | DNP  | T13  | CUT  | T6   | T4   | DNP  |      |
| U.S. Open             | T48  | T40  | T8   | T23  | CUT  | 55   | T4   | T2   | 1    | CUT  |      |
| The Open Championship | DNP  | CUT  | T14  | T2   | T9   | T32  | T12  | T49  | T9   | T47  |      |
| PGA Championship      | DNP  | T10  | T5   | CUT  | T48  | T8   | DNP  | T7   | CUT  | T13  |      |

CUT = Missad kvalgräns
"T" = Delning
DNP = Did not play

## Privat
Johnson har under en lång tid varit tillsammans med Paulina Gretzky, dotter till den kanadensiske ishockeyspelaren Wayne Gretzky och den amerikanska skådespelaren Janet Jones. I augusti 2013 förlovades de två, medan paret gifte sig i april 2022. De har två barn tillsammans.